# 安德魯棕鱸
安德魯棕鱸，為輻鰭魚綱鱸形目鱸亞目棕鱸科的其中一種，分布於印度西孟加拉邦默哈嫩達河及Balason河流域，為淡水魚類，體長可達3.9公分，棲息在沙底質的河川，生活習性不明。

## 擴展閱讀
維基物種上的相關：安德魯棕鱸